# Reagente de Schiff

Síntese de um reagente de Schiff

Em química, o reagente ou reativo de Schiff (inventado e nomeado por Hugo Schiff) é uma solução reagente para a detecção de aldeídos.